# L'Opéra-Mouffe
Pour les articles homonymes, voir Mouffe.
Pour plus de détails, voir Fiche technique et Distribution.
L'Opéra-Mouffe est un court-métrage français écrit et réalisé par Agnès Varda et sorti en 1958.

## Synopsis
Carnet de route d'une femme enceinte dans le quartier de la Mouffe (la rue Mouffetard, à Paris). Le marché, les clochards, les vieux... et les ivrognes. Derrière le Panthéon entre les églises Saint-Étienne-du-Mont et Saint-Médard, la rue Mouffetard traverse un quartier auquel elle a prêté son nom... La Mouffe.
Des images où l'on sent peut-être la tendresse de celle qui regarde les gens.

## Fiche technique
- Réalisation et scénario : Agnès Varda
- Image : Sacha Vierny
- Montage : Jeanine Verneau
- Musique : Georges Delerue
- Pays :  France
- Format : 16 mm - Noir et blanc
- Durée : 17 minutes

## Distribution
- Dorothée Blanck
- Antoine Bourseiller
- André Rousselet
- Jean Tasso
- José Varela
- Monika Weber
- Les habitants de la rue Mouffetard